# グローバルダイニング
株式会社グローバルダイニング（英: GLOBAL-DINING,INC.）は、東京都港区南青山に本社を置き、外食業を営む日本の株式会社である。

## 概要
創業者で現社長の長谷川耕造は、早稲田大学商学部を中退後、シベリア鉄道に乗ってスウェーデンへ渡り、ストックホルムを基点にヨーロッパ全土を放浪して回る。1972年に帰国し、翌年、有限会社長谷川実業を創業。高田馬場に喫茶店「北欧館」を開く。1976年には六本木にパブレストラン「ゼスト」（現在は同地に「LB6」が存在する。詳しいことについては後述参照）をオープンさせたのを契機にレストラン事業へと転身。その後、同社の本社オフィスに近い、代官山や西麻布、表参道、原宿近郊に、ゼストキャンティーナ、カフェ ラ・ボエムを裏通りなどにゲリラ的に出店してゆくと、深夜5時まで営業していることもあって、主に夜遊び族の支持を得た結果、知名度が上昇し、1985年に株式会社に改組する。
1987年にはゼストキャンティーナを、当時流行の兆しを見せていたテクスメクスレストランに業態転向させ、大成功をおさめると、その後もイタメシブームでカフェ ラ・ボエムも成功をおさめ、一気にメジャーな知名度を得る。その後も1993年にアジアンレストラン「モンスーンカフェ」、2000年に日本料理「権八」などの新業態にも進出し、新たに成功させている。また現社名のグローバルダイニングには1997年に変更している。
これまで東京都内を主戦場としてきたが、2004年に大型フードコート「フードコロシアム」を沖縄にオープンさせると、その後は大阪、福岡などの国内主要都市にも店舗を開いた。しかし、2019年現在、地方都市にあった店舗は、那須フードコート及び名古屋ららぽーと東郷を除いて全て撤退している。また海外では、サンタモニカにコンテンポラリー・ワールドキィジーヌレストランの「1212」、ロサンゼルスにイタリアンレストランの「ラ・ボエム」、香港に創作和食の「権八」、の計3店舗を所有している。

## 特徴
また同社の特徴の1つとして、半径1km以内の地域に別業態のレストランを互いに出店し、売り上げを競争させるというやり方があることでも知られる。これは長谷川が、当時まだ着目されていなかった世田谷区三宿に1989年にゼストキャンティーナを出店させ、その2か月後にカフェ ラ・ボエムをオープンさせたことで、地域が活性化し、渋谷などからタクシーですぐに行ける場所であることなどから、その後三宿は隠れ家的スポットとして脚光を浴びるようになり、知名度を上昇させる切っ掛けにもなったことでも知られる。
1990年代中期から2000年にかけて、代官山にモンスーンカフェ、白金にラ・ボエム、恵比寿にゼストキャンティーナ、西麻布に権八などの大型店舗を展開し、話題を呼んだ。ただ2002年以降、外食産業全体の売上高は低下の一途を辿っているため、これ以降、大型店舗の展開はしていない。

### COVID-19対応
2021年1月7日、政府が2度目の緊急事態宣言発出当日、「当社は宣言が発令されても営業は平常通り行う」と声明を出した。しかし翌日、「商業施設の営業時間短縮に伴い」一部店舗で20時までの時短営業を発表した。
2021年3月18日、東京都知事小池百合子から新型インフルエンザ等対策特別措置法第45条に基づく営業時間短縮の命令を受けたことを発表した。
2021年3月22日、東京都による時短営業の命令は「営業の自由を侵害し違憲で、違法だ」として、損害賠償請求訴訟を東京地裁に提起した。
2021年4月26日、緊急事態宣言下においても、時短・休業要請には応じず、平常通りの営業を続ける方針を表明した。
2022年1月4日、通常営業を継続した26店舗に対する過料決定（計780万円）に対して、即時抗告した。
2022年5月16日、東京地裁は時間短縮命令について、「特に必要だったとは認められず、違法というべきだ」と認定した。一方、都に過失まではなかったとして賠償請求は棄却した。命令の違憲性も認めなかった。
2022年8月16日、グローバルダイニングが控訴を取り下げ、判決が確定した。同日行われた控訴審の第1回口頭弁論において、判決までに時間がかかることが判明したことによるもので、同社は「早期に地裁判決を確定させ、行政実務に影響を与える必要があると考えた」と説明している。

## 業態一覧
- ゼスト キャンティーナ（ZEST CANTINA）
1976年に六本木にパブレストランとしてオープン。その後1978年に2号店となる原宿店（同店が入居していた原宿神宮橋ビルの老朽化解体に伴い、2006年2月末で閉店）をオープンさせた後、次第に都心を中心に店を構え始めるようになる。当初は前述のようにまだテクスメクスを取り入れてはいなかったが、1987年に横浜店（1997年に閉店）のオープンと同時に全店舗テクスメクスに業態転換し、グローバルダイニングの主力業態として現在も存続し続けている。中でも1998年にオープンした恵比寿店は、同業態中最大の広さを持ち、アメリカとメキシコの国境にありそうな安酒場を思わせるレトロチックな外観と、西部劇の映画のセットのようなサルーンの豪華さとが相まって、過去に様々なテレビ番組のロケ地として登場したことでも知られたが、2012年5月に閉店した。現在都内のみで2店舗を展開。また同じゼストキャンティーナでも、ハンバーガーのみを扱う「ゼストプレミアムバーガー」がラクーア内と広尾に存在したが、こちらは2011年4月に閉店した。

- カフェ ラ・ボエム（Cafe La Bohème）
プッチーニの同名のオペラからその名を冠し、1980年に前出の原宿神宮橋ビルに1号店としてパスタとワインをメインにしたレストランとしてオープン。元々はその前年に長谷川がアンティークショップを開いたものの、売り上げ不振で業態転換させたもの。のちに1989年、世田谷ラ・ボエムがオープンした頃と前後して、ちょうどイタメシブームが起きていたこともあり、その時流に乗って、一躍メジャーになる。その後も銀座や白金などの地域に店をオープンさせ、特に1998年の白金店は同地域のランドマークスポットとなっている。現在、関東圏で13店舗を展開。また同じカフェ ラ・ボエムでもこれより価格帯が一段高い「ラ・ボエム クアリタ」が渋谷センター街と福岡・天神に存在したが、渋谷店は2018年に「ラ・ボエム」に業態転換、福岡店は2015年3月に閉店している。（同様に大阪・梅田の茶屋町にも「ラ・ボエム」が存在したが、2018年10月に閉店している）。

- モンスーン カフェ（MonSoon Cafe）
タイ・ベトナム・マレーシアといった諸国のアジアン料理を、バリのリゾートをイメージした空間で楽しむレストランとして、1993年に西麻布に1号店として誕生。その後急速な人気の高まりを受け、1995年には代官山に、吹き抜けを設けた回廊型の巨大店舗をオープンさせ、大きな話題を呼ぶ。その後も都内各地に出店を続けている。近年では銀座・G-Zoneやお台場・メディアージュに位置するグリエンパサージュ、ららぽーとTOKYO-BAYなどの商業施設へ出店するケースが多くなっている。現在都内及び関東圏で10店舗を展開中。

- 権八（Gonpachi）
手打ち蕎麦・饂飩（うどん）といったの伝統的和食を、土倉を改築して建てられた古民家をイメージした空間で楽しむ和食レストランとして、2000年9月に西麻布に1号店として誕生。基本は蕎麦・饂飩に絞られているが、各店には寿司（西麻布・渋谷・銀座）、蕎麦・天麩羅（てんぷら）・炭焼き（桜新町・あざみ野）、鉄板（天神）などそれぞれの料理に長けた料理人を配しているため、各店によってそれぞれ店のタイプが異なる。なお西麻布店は、2002年2月に東京都内で開催された小泉・ブッシュによる日米首脳会談の際に会食で使用されたことや、2004年の映画『キル・ビル』の中で格闘シーンのモデルになったことでで知られる[14]。

- フードコロシアム（FOOD COLOSSEUM）
前出の業態を全て1店に凝縮させた業態として、2004年12月に同社初の関東地域外となる沖縄に1号店としてオープン（2013年6月に閉店）。その後は東急田園都市線南町田駅前に位置する「グランベリーモール」に2店目をオープン（2013年1月に閉店）、2008年7月には栃木県の那須ガーデンアウトレットに3店目をオープン。2019年現在、この店舗のみの営業となっている。

- タブローズ（TABLEAUX）
1992年10月に代官山にオープン。元々はその前となる1991年にロサンゼルスにカフェ ラ・ボエムをオープンさせた際に長谷川が「これまでのカジュアルタイプの業態から、シックで無国籍なイメージを持たせた業態への移行」をコンセプトにオープンさせたインターナショナルスタンダードタイプのレストラン。無国籍なオリジナルディッシュに加えて、また併設された「タブローズ ラウンジ」ではワインセラーやヒュミドールなどが揃えられており、贅（ぜい）を尽くした大人の空間とも言える。なおこの店舗は午後5時半からの営業となっている。

- ステラート（Stellato）
1998年9月に白金にオープンしたカフェ ラ・ボエムの3階にオープンされた、イタリアの大聖堂をイメージしたレストラン。タブローズが無国籍なシックさを基調にしたコンセプトを持つのに対し、ステラートは一貫してイタリアンを基調とした空間で、提供される料理もイタリアンベースとなっている。この店舗も午後5時半から営業だが、閉店も午前0時となっており、同社が所有するレストランの中では最も早く閉店する。

- レガート（Legato）
2002年に渋谷・道玄坂上にあるスペースタワーにオープンしたレストラン。イタリアの劇場をイメージしたオープンキッチンに加え、併設されたワインセラーはこれまでの業態中最大規模を誇る。ちなみにタブローズ、ステラートが午後5時半からのオープンに対し、この店舗のみ午前11時半からのオープンとなっており、ランチメニューも取り扱われている（閉店は午前0時）。

- エルビー（LB）
2012年6月に六本木にオープンした、グリル料理とワインをメインとしたレストラン。30年に渡り、ラ・ボエムとして運営されていた店舗を、新たに改装し、オープンさせた[15]。

## テレビ番組
- 日経スペシャル ガイアの夜明け さらば正社員（2002年11月3日、テレビ東京）[16]。